# Lijst van monarchen van Napels en van Sicilië
Dit is een lijst van emirs, graven, hertogen en koningen van Apulië, Sicilië, Napels, en de Beide Siciliën.

## Emirs, graven en koningen van Sicilië
Vanaf 827 voerden de Aghlabiden uit Ifriqiya een oorlog op Sicilië om het eiland op de Byzantijnen te veroveren. Na de val van de Aghlabiden in 909 voeren de Arabieren op Sicilië steeds meer hun eigen koers. Nadat er een opstand op het eiland was uitgebroken benoemde de Fatimidische kalief, de officiële heerser van Sicilië, maar vanuit Ifriqiya, in 948 Hassan al-Kalbi tot emir van Sicilië. Hassan al-Kalbi kreeg de opdracht om de opstand neer te slaan.
| Huis     | Naam               | Periode     | Opmerking                                                             |
| -------- | ------------------ | ----------- | --------------------------------------------------------------------- |
| Kalbiden | Hassan al-Kalbi    | 948 - 954   | Emir                                                                  |
| Kalbiden | Ahmad ibn Ḥasan    | 954 - 969   | Emir                                                                  |
| Kalbiden | Abu al-Qasim       | 969 - 982   | Emir                                                                  |
| Kalbiden | Jabir al-Kalbi     | 982 - 983   | Emir                                                                  |
| Kalbiden | Jafar al-Kalbi     | 983 - 985   | Emir                                                                  |
| Kalbiden | Abd-Allah al-Kalbi | 985 - 990   | Emir                                                                  |
| Kalbiden | Yusuf al-Kalbi     | 990 - 998   | Emir                                                                  |
| Kalbiden | Ja'far al-Kalbi    | 998 - 1019  | Emir                                                                  |
| Kalbiden | al-Akhal           | 1019 - 1037 | Emir                                                                  |
| Ziriden  | Abdallah           | 1037 - 1040 | Emir                                                                  |
| Kalbiden | Hasan as-Samsam    | 1040 - 1053 | Emir                                                                  |
| Kalbiden | Amin Asrih         | 1053 - 1069 | Na het uitsterven van de Kalbidendynastie werd het emiraat opgedeeld. |

## Graven en hertogen van Apulië
| Naam                   | Periode     | Opmerking                                                    |
| ---------------------- | ----------- | ------------------------------------------------------------ |
| Tancred van Hauteville | ? - 1041    | Graaf uit het Normandische huis Hauteville                   |
| Willem I               | 1042 - 1046 | Zoon van Tancred, genaamd: "met de IJzeren arm"              |
| Drogo                  | 1046 - 1051 | Tweede zoon van Tancred                                      |
| Humfried               | 1051 - 1057 | Derde zoon van Tancred                                       |
| Robert Guiscard        | 1057 - 1085 | Zoon van Tancred, vanaf 1059 hertog                          |
| Rogier I               | 1085 - 1111 | Zoon van Robert Guiscard. Bijgenaamd "Borsa".                |
| Willem II              | 1111 - 1127 | Zoon van Rogier I                                            |
| Rogier II              | 1127 - 1130 | Zoon van Willem II; Apulië gaat op in het koninkrijk Sicilië |

## Graven en koningen van Sicilië
Rogier kwam op verzoek van zijn broer Robert Guiscard naar Calabrië en ze richtten zich samen op Sicilië, dat ze op de Arabieren veroverden. Rogier werd de eerste graaf van het Graafschap Sicilië. Als leenman van zijn broer, noemde hij zich graaf van Sicilië en Calabrië en steunde hem in zijn krijgstochten tegen Venetië en het Byzantijnse Rijk.
| Huis              | Naam              | Periode           | Opmerking |
| Normandische Huis | Normandische Huis | Normandische Huis | Normandische Huis |
| ----------------- | ----------------- | ----------------- | --- |
| Hauteville        | Rogier I          | 1071 - 1101       | Graaf, zoon van Tancred van Hauteville.                                                                                      |
| Hauteville        | Simon             | 1101 - 1105       | Graaf, zoon van Rogier. |
| Hauteville        | Rogier II         | 1105 - 1154       | Zoon van Rogier I. In 1130 werd het graafschap Sicilië een koninkrijk. Regeerde ook over Napels en de Noord-Afrikaanse kust. |
| Hauteville        | Willem I          | 1154 - 1166       | Zoon van Rogier II. Bijgenaamd "De Boze".                                                                                    |
| Hauteville        | Willem II         | 1166 - 1189       | Zoon van Willem I. Bijgenaamd "De Goede".                                                                                    |
| Hauteville        | Tancred van Lecce | 1189 - 1194       | Zoon van Rogier III van Apulië. Bijgenaamd "Van Lecce".                                                                      |
| Hauteville        | Rogier III        | 1193 - 1194       | Zoon van Tancred. Mederegent onder Tancred.                                                                                  |
| Hauteville        | Willem III        | 1194 - 1198       | Zoon van Tancred |
| Huis Hohenstaufen |                   |                   | |
| Hauteville        | Constanza         | 1194 - 1198       | Dochter van Rogier II die samen met Hendrik VI regeerde, tot 1197.                                                           |
| Hohenstaufen      | Frederik I        | 1198 - 1250       | Keizer Frederik II, zoon van Constance en Hendrik VI. Tevens koning van Napels en Jeruzalem.                                 |
|                   |                   |                   | Kroonde in 1212 zijn eenjarige zoon Hendrik VII tot koning van Sicilië en zette hem in 1235 af.                              |
| Hohenstaufen      | Koenraad          | 1250 - 1254       | Zoon van Frederik I uit zijn tweede huwelijk.                                                                                |
| Hohenstaufen      | Konradijn         | 1254 - 1268       | Zoon van Koenraad. Konradijn zou volgens een gerucht in 1258 zijn gestorven.                                                 |
| Hohenstaufen      | Manfred           | 1258 - 1266       | Neef van Konradijn, zoon van Frederik I. Geëxcommuniceerd door paus Urbanus IV.                                              |
| Huis Anjou        |                   |                   | |
| Anjou             | Karel I           | 1266 - 1282       | Door paus Clemens IV in 1266 aangesteld tot koning van Sicilië.                                                              |
| Huis Aragón       |                   |                   | |
| Barcelona         | Peter I           | 1282 - 1285       | Veroverde Sicilië op Karel I van Anjou. Peter was koning van Aragón.                                                         |
| Barcelona         | Jacobus I         | 1285 - 1296       | Zoon van Peter I. |
| Barcelona         | Frederik II       | 1296 - 1337       | Zoon van Peter I. |
| Barcelona         | Peter II          | 1337 - 1342       | Zoon van Frederik II. |
| Barcelona         | Lodewijk          | 1342 - 1355       | Zoon van Peter II... |
| Barcelona         | Frederik III      | 1355 - 1377       | Zoon van Peter II. Bijgenaamd "De Eenvoudige".                                                                               |
| Barcelona         | Maria             | 1377 - 1402       | Dochter van Frederik III. Regeerde samen met haar echtgenoot Martinus I van Aragón.                                          |
| Barcelona         | Martinus I        | 1402 - 1409       | Zoon van Martinus I van Aragón. Bijgenaamd "De Jongere".                                                                     |
| Barcelona         | Martinus II       | 1409 - 1410       | Vader van Martinus I. Bijgenaamd "De Menselijke".                                                                            |
| -                 | -                 | 1410 - 1412       | Interregnum |
| Trastámara        | Ferdinand I       | 1412 - 1416       | Erfgenaam van Martinus I van Aragón. Heerste over Aragon en Sardinië.                                                        |
| Trastámara        | Alfons I          | 1416 - 1458       | Zoon van Ferdinand I. Heerste over Aragon, Sardinië en veroverde Napels. Met dit laatste bezat hij de "beide Siciliën".      |
| Trastámara        | Johan I           | 1458 - 1479       | Zoon van Ferdinand I. Heerste over Aragon, Sardinië, Napels en Navarra.                                                      |
| Trastámara        | Ferdinand II      | 1479 - 1516       | Zoon van Johan I. Heerste over Aragon, Castilië-León en Napels. Bijgenaamd "De Katholieke".                                  |
| Huis Habsburg     |                   |                   | |
| Habsburg          | Karel II          | 1516 - 1556       | Karel V van het Heilige Roomse Rijk, erfgenaam van Ferdinand II (tot 1554 voor het koninkrijk Napels).                       |
| Habsburg          | Filips I          | 1556 - 1598       | Zoon van Karel II. |
| Habsburg          | Filips II         | 1598 - 1621       | Zoon van Filips I. |
| Habsburg          | Filips III        | 1621 - 1665       | Zoon van Filips II. |
| Habsburg          | Karel III         | 1665 - 1700       | Zoon van Filips III. |
| Huis Bourbon      |                   |                   | |
| Bourbon-Spanje    | Filips IV         | 1700 - 1713       | Kleinzoon van Lodewijk XIV van Frankrijk. Verkozen tot koning van Spanje.                                                    |
| Huis Savoye       |                   |                   | |
| Savoye            | Victor Amadeus II | 1713 - 1720       | Kreeg Sicilië toegewezen, verruilde dit voor Sardinië in 1720.                                                               |
| Huis Habsburg     |                   |                   | |
| Habsburg          | Karel IV          | 1720 - 1735       | Regeerde over het Heilige Roomse Rijk, Napels en Sicilië.                                                                    |
| Huis Bourbon      |                   |                   | |
| Bourbon           | Karel V           | 1735 - 1759       | Regeerde over Spanje en Napels.                                                                                              |
| Bourbon           | Ferdinand III     | 1759 - 1816       | In 1816 werd het koninkrijk Sicilië verenigd met Napels als ket koninkrijk der Beide Siciliën.                               |

## Koningen van Napels
| Naam                      | Periode     | Opmerkingen                                                                                |
| HUIS HAUTEVILLE           | 1071 - 1198 |                                                                                            |
| ------------------------- | ----------- | ------------------------------------------------------------------------------------------ |
| Rogier II                 | 1139 - 1154 | + Sicilië                                                                                  |
| Willem I, de Boze         | 1154 - 1166 | + Sicilië                                                                                  |
| Willem II, de Goede       | 1166 - 1189 | + Sicilië                                                                                  |
| Tancred, van Lecce        | 1189 - 1194 | + Sicilië                                                                                  |
| Rogier III                | 1193 - 1194 | + Sicilië (mederegent onder zijn vader)                                                    |
| Willem III                | 1194        | († 1198) + Sicilië                                                                         |
| Constance van Sicilië     | 1194 - 1198 | (tot 1197, samen met echtgenoot Hendrik VI) + Sicilië                                      |
| HUIS HOHENSTAUFEN         | 1198 - 1266 |                                                                                            |
| Frederik I                | 1198 - 1250 | + Sicilië, Jeruzalem                                                                       |
| Koenraad                  | 1250 - 1254 | + Sicilië, Jeruzalem                                                                       |
| Konradijn                 | 1254 - 1268 | + Sicilië, Jeruzalem                                                                       |
| Manfred                   | 1258 - 1266 | + Sicilië                                                                                  |
| HUIS ANJOU                | 1266 - 1442 |                                                                                            |
| Karel I                   | 1266 - 1285 | + Sicilië (verloren in 1282)                                                               |
| Karel II, de Manke        | 1285 - 1309 | Aanvaardt verlies van Sicilië met vrede van Caltabellotta in 1302                          |
| Robert, de Wijze          | 1309 - 1343 |                                                                                            |
| Johanna I                 | 1343 - 1382 |                                                                                            |
| Karel III, van Durazzo    | 1382 - 1386 | 1383-1384 tegenkoning: Lodewijk I van Anjou                                                |
| Ladislaus                 | 1386 - 1414 | 1390-1399 tegenkoning: Lodewijk II van Anjou                                               |
| Johanna II                | 1414 - 1435 |                                                                                            |
| René I, de Goede          | 1435 - 1442 |                                                                                            |
| HUIS TRASTÁMARA           | 1442 - 1501 |                                                                                            |
| Alfons I, de Grootmoedige | 1442 - 1458 | + Aragon, Sardinië, Sicilië                                                                |
| Ferdinand I, Ferrante     | 1458 - 1494 |                                                                                            |
| Alfons II                 | 1494 - 1495 |                                                                                            |
| FRANSE BEZETTING          | 1495 - 1495 | tijdelijk koning Karel VIII van Frankrijk                                                  |
| Ferdinand II              | 1495 - 1496 |                                                                                            |
| Federik I van Napels      | 1496 - 1501 |                                                                                            |
| FRANSE BEZETTING          | 1501 - 1504 | tijdelijk koning Lodewijk XII van Frankrijk; nadien wordt Napels deel van het Spaanse Rijk |
| SPAANS BEZIT              | 1504 - 1707 | Zie Lijst van onderkoningen van Napels                                                     |
| Ferdinand III             | 1504 - 1516 | + Aragon, Castilië-León, Sicilië                                                           |
| Karel II                  | 1516 - 1554 | Karel II = Karel V van het Heilige Roomse Rijk, + (o.a.) Napels, Sardinië                  |
| Filips I                  | 1554 - 1598 |                                                                                            |
| Filips II                 | 1598 - 1621 |                                                                                            |
| Filips III                | 1621 - 1765 |                                                                                            |
| Karel III                 | 1665 - 1700 |                                                                                            |
| Filips IV                 | 1700 - 1713 |                                                                                            |
| Victor Amadeus II         | 1713 - 1720 |                                                                                            |
| Karel IV                  | 1720- 1735  | Karel = Karel VI van het Heilige Roomse Rijk, + (o.a.) Napels, Sardinië                    |
| Karel VII                 | 1735 - 1759 | + Sicilië (-1815), Spanje                                                                  |
| Ferdinand IV              | 1759 - 1806 |                                                                                            |
| NAPOLEONSE PERIODE        | 1806 - 1815 | Jozef Bonaparte (1806-1808), Joachim Murat (1808-1815)                                     |
| Ferdinand IV              | 1815 - 1816 | 1816: Koninkrijk Napels verenigd met Sicilië: Koninkrijk der Beide Siciliën                |

## Koningen der Beide Siciliën
| Huis         | Naam                | Periode      | Opmerking                                                             |
| Huis Bourbon | Huis Bourbon        | Huis Bourbon | Huis Bourbon                                                          |
| ------------ | ------------------- | ------------ | --------------------------------------------------------------------- |
| Bourbon      | Ferdinand I         | 1815 - 1825  | = Ferdinand III van Sicilië en = Ferdinand IV van Napels              |
| Bourbon      | Frans I             | 1825 - 1830  |                                                                       |
| Bourbon      | Ferdinand II, Bomba | 1830 - 1859  |                                                                       |
| Bourbon      | Frans II            | 1859 - 1861  | 1861: Koninkrijk der Beide Siciliën opgegaan in Koninkrijk van Italië |